# Aspects of Love
Aspects of love és un musical amb llibret i música d'Andrew Lloyd Webber i lletres de Don Black i Charles Hart, basada en la novela del mateix títol de David Garnett, i la peça se centra en els embolics romàntics de l'actriu Rose Vibert, el seu admirador Alex Dillingham, la seva cosina (menor d'edat) Jenny, el seu oncle George, i l'amant de George, l'escultora Giulietta Trapani, durant un període d'uns 17 anys.
Andrew Lloyd Webber s'apropà a la història el 1979, quan ell i Tim Rice treballaven en unes cançons per al projecte de dur-la al cine. Com que no en va sortir res de profit, li proposà a Trevor Nunn de col·laborar en una adaptació per a l'escena. El 1983 presentà un cabaret de números que havia escrit, però no va ser fins 5 anys després en què van començar a treballar seriosament en el projecte.

## Produccions
La producció del West End londinenc, dirigida per Trevor Nunn i coreografiada per Gillian Lynne, s'estrenà el 17 d'abril de 1989 al Teatre Prince of Wales, on es representà 1.325 vegades. El repartiment original incloïa a Ann Crumb, Michael Ball, Kevin Colson i Kathleen Rowe McAllen. Sarah Brightman, Barrie Ingham i Michael Praed van entrar durant la seva estada. Roger Moore havia d'encapçalar la producció, però al final va caure del repartiment donades les seves limitacions vocals.
La producció de Broadway, amb el mateix equip creatiu i repartiment de Londres, estrenà el 8 d'abril de 1990 i tancà el 2 de març de 1991, després de 377 funcions i 22 prèvies. Brightman i John Cullum s'uniren al repartiment. Les crítiques van ser demolidores.
El 31 d'agost de 2007 s'inicià un tour pel Regne Unit, la primera producció en 15 anys.
L'album de la producció de Londres preservà el gruix de l'obra, amb alguna edició per motius de duració. El 2005 s'edità una nova edició amb tot el material tallat. Quan s'estrenà el musical, la cançó "The First Man You Remember", va ser emesa sovint per televisió, cantada per Alex i Jenny, tot i que a l'espectacle és cantada per George i Jenny, en un duet entre pare i filla.
El 15 de juliol de 2010 s'estrena a la Menier Chocolate Factory de Londres el primer revival de l'espectacle, dirigit de nou per Trevor Nunn i protagonitzat per Michael Arden (Alex Dillingham) i Katherine Kingsley (Rose Vibert).

## Sinopsi
Primer Acte
Una estació de tren a Pau, França, el 1964, un home (que després identificarem com a Alex, amb 34 anys) pensa sobre la seva vida amorosa durant els darrers 17 anys. Una dona (a qui després identificarem com a Giulietta Trapani) li replica que tot està en el passat.
L'acció es desplaça fins al 1947, quan una jove actriu de 25 anys morta de fam, Rose Vivert, recrimina al seu productor, Marcel, que el seu espectacle sigui un fracàs i plegui en només dues setmanes. Marcel es defensa i intenta calmar a Rose presentant-li un jove admirador de 17 anys, Alex. Alex la convenç perquè vagi amb ell a una vila a Pau, propietat del seu oncle. George, l'oncle, a París amb la seva xicota, Giulietta Trapani, s'assabenta que Alex i Rose estan a la seva vila de Pau i es dirigeix cap allà. Quan hi arriba i es dona a conèixer, Rose se sent atreta vers ell, tot i la seva diferència d'edat. Mentre que s'estan allà, George té una gran impressió quan veu a Rose amb un vestit de la seva dona, Delia, també actriu i que havia mort feia molt de temps, i s'adona de com Rose s'assembla a Delia. Aconsella a Alex que les bones coses s'acaben, i que aquests dies amb Rose només seran un record. Alex insisteix en la seva relació amb Rose, i els deixa. L'endemà, Rose marxa per retrobar-se amb Marcel en circumstàncies misterioses, i Alex s'adona que mai no se l'ha pres seriosament.
Dos anys després, Alex, fent el soldat, visita al seu oncle a París, a on descobreix que Rose és la nova amant de George. Alex l'acusa que només vol els diners del seu oncle, però Rose protesta que realment s'estima a George, tot i que admet que també va estimar-lo a ell, i en llancen un en braços de l'altre, anant cap al llit. L'endemà al matí, una agitada Rose diu a Alex que ha de marxar abans que no torni George. Alex, enrabiat, treu la pistola; Rose li llança un canelobre i la pistola es dispara, ferint-la al braç. George arriba, però està totalment calmat. George i Alex intenten convèncer-se mútuament que Rose estarà millor amb l'altre. George guanya el debat, insistint que Alex hauria de començar una nova vida amb Rose. George marxa cap a Venècia per trobar-se amb la seva amant, Giulietta; però Rose acomiada a Alex, preferint estar amb George. Alex marxa finalment, i Rose i Marcel segueixen a George a Venècia. Allà, Rose intenta enfrontar-se amb Giulietta i reclamar a George.
A Venècia, Rose ha gastat per tot arreu. George està exasperat, però admet que estaria perdut sense Rose. Posteriorment, Giulietta i Rose es fan amigues rient-se de George, i se sorprenen que cap d'elles és com l'altre se l'havia imaginat. George torna i diu que s'ha arruïnat. Rose li demana que és gairebé amb ella i George accepta. Finalment, a un campament militar a Malàisia, Alex rep la notícia del casament i de què George serà pare ben aviat.
Segon Acte
Tretze anys després, a un teatre de París. Rose és ara una estrella que té un jove amant, Hugo. Marcel i la resta del repartiment celebren el darrer èxit, però Rose insisteix a tornar a la vil·la de Pau amb George i la seva filla de 12 anys, Jenny. Marcel li demana que es quedi un moment, i li presenta de nou a Alex, ara amb 32 anys. Rose està encantada i li demana que vagi amb ella a Pau. A la vil·la, Jenny està excitada davant del retorn de la seva mare, mentre que George pensa que canviaria tots els plaers del món per la seva filla. George està content de retrobar-se amb Alex, i Jenny que ha sentit parlar molt d'ell, el coneix per fi. Rose i George insisteixen que Alex es quedi amb ells. Mentrestant, a Venècia, Giulietta, l'antiga amant de George, pondera l'amor etern davant el romanticisme.
Dos anys després, Alex suggereix que a Jenny li cal una educació parisenca, i Rose sospita que la seva filla s'ha enamorat d'Alex. Aquell vespre al sopar, Jenny apareix amb el vestit de la primera esposa de George, i George, feliç, balla amb la seva filla. Jenny intenta treure a ballar a Alex, però aquest ho rebutja. Més tard, Jeny i Alex estan sols, i Jenny finalment el convenç per a un darrer ball. Rose sorprèn Jenny agafant Alex d'una manera molt adulta, i aquesta li diu que Alex és el primer que la fa sentir dona. Rose s'enfronta a Alex, que admet estimar-se Jenny, però insisteix que mai no la ferirà. Finalment, Jenny diu a Alex que l'estima, demanant-li que sigui honest, i el besa.
George planeja el seu funeral, insistint que hi hagi ball i diversió, però Rose li diu que els sobreviurà a tots. A un circ de París, George, Rose, Alex i Jenny celebren el quinzè aniversari de Jenny. George està nerviós perquè veu a Jenny parlant amb Alex. Aquella nit, Jenny intenta convèncer-lo que l'estima, però Alex insisteix que només són cosins. Quan George sent a Alex, sospita el pitjor, però té un infart abans d'arribar, i quan Alex surt de l'habitació de Jenny, se'l troba mort a terra.
Al funeral de George, Giulietta fa l'elogi fúnebre, celebrant la inconvencionalitat de George i en la seva creença de viure la vida totalment. Giulietta i Alex s'uneixen al ball. Els dos s'atrauen mútuament de manera immediata i se separen. Jenny els espia, mentre que Marcel intenta consolar a Rose. Giulietta i Alex estan a un graner, i Alex es pregunta com acabar bé la seva relació amb Jenny. Més tard, Alex prova d'explicar a Jenny que la seva relació és innatural. Ella li recorda que ell només en tenia 17 quan va conèixer a Rose, i que ella no és més jove que Julieta. Rose va a acomiadar-se d'Alex, però no pot evitar pregar-li que no la deixi. Alex, insegur de com respondre, marxa.
A l'estació de Pau, mentre que Alex i Giulietta esperen el tren, Giulietta es pregunta què passarà en uns quants anys, quan Jenny sigui una dona. Alex, incapaç de respondre, recorda un cop més com l'amor canvia contínuament.

## Cançons
| Primer Acte - Love Changes Everything (Alex) - Parlez-vous Français? (Crooner, Alex, Rose, Marcel, Waiter i Actors) - Seeing is Believing (Alex i Rose) - A Memory of a Happy Moment (Giulietta i George) - Chanson d'Enfance (Rose i Alex) - Everybody Loves A Hero (Harkers i Cor) - She'd Be Far Better Off with You (Alex i George) - Stop. Wait. Please. (George i Giulietta) | Segon Acte - Leading Lady (Marcel) - Other Pleasures (George) - There is More to Love (Giulietta) - Mermaid Song (Jenny, Alex i George) - The First Man You Remember (George i Jenny) - Journey of a Lifetime (Chanteuse i Cor) - Falling (Alex, Jenny, Rose i George) - Hi Me the Wine i the Dice (Giulietta, Alex, Jenny i Cor) - Anything But Lonely (Rose) |

## Premis i nominacions

### Producció original de Broadway
| Any  | Premi               | Categoria                                       | Nominat(s)                         | Resultat   |
| ---- | ------------------- | ----------------------------------------------- | ---------------------------------- | ---------- |
| 1990 | Premi Drama Desk    | Musical Més Destacat                            | Musical Més Destacat               | Nominat    |
| 1990 | Premi Drama Desk    | Actriu de Repartiment més Desctacada de Musical | Danielle DuClos                    | Nominada   |
| 1990 | Premi Drama Desk    | Orquestració més Destacada                      | David Cullen i Andrew Lloyd Webber | Nominat    |
| 1990 | Premi Drama Desk    | Música més Destacada                            | Andrew Lloyd Webber                | Nominat    |
| 1990 | Premi Drama Desk    | Il·luminació més Destacada                      | Andrew Bridge                      | Nominat    |
| 1990 | Premi Theatre World | Premi Theatre World                             | Kathleen Rowe McAllen              | Guanyadora |
| 1990 | Premi Tony          | Millor Musical                                  | Millor Musical                     | Nominat    |
| 1990 | Premi Tony          | Millor Llibret de Musical                       | David Garnett                      | Nominat    |
| 1990 | Premi Tony          | Millor Banda Sonora                             | Andrew Lloyd Webber                | Nominat    |
| 1990 | Premi Tony          | Millor Actor de Repartiment de Musical          | Kevin Colson                       | Nominat    |
| 1990 | Premi Tony          | Millor Actriu de Repartiment de Musical         | Kathleen Rowe McAllen              | Nominada   |
| 1990 | Premi Tony          | Millor Direcció de Musical                      | Trevor Nunn                        | Nominat    |